# Kongregace sester baziliánek dcer sv. Makríny
Kongregace sester baziliánek, dcer Svaté Makríny, italsky Suore basiliane figlie di Santa Macrina, česky také baziliánky,  je ženská katolická řeholní kongregace byzantského ritu, jejíž zkratkou je I.S.B.F.M.

## Historie

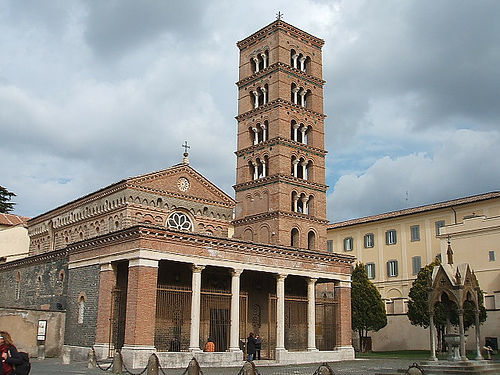
Mateřské opatství Santa Maria di Grottaferrata, Lazio

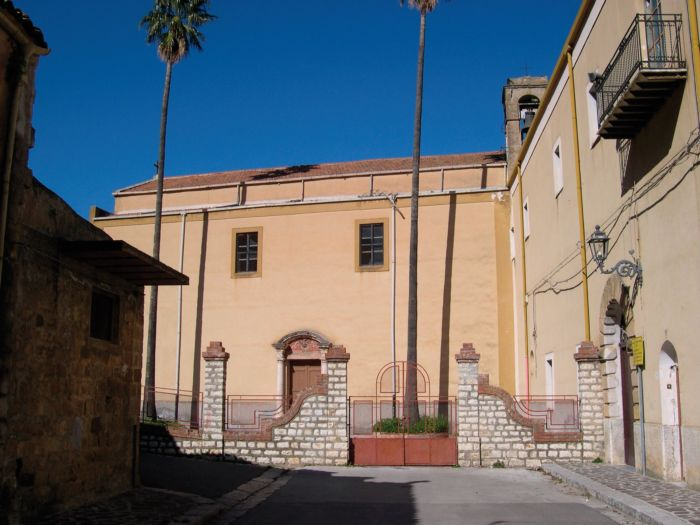
Klášter Mezzojuso

Římskokatolickou italsko-albánskou kongregaci sester baziliánek založil Nilo Borgia (1870–1942), jeromonach Řádu svatého Basila Velikého, původu Albánec z Piany degli Albanesi v Grottaferratě, spolu se sestrami Makrínou a Agnes Raparelliovými.
Roku 1920 byl Borgia byl vyslán do Mezzojusa, kde sídlila kolonie Albánců, aby znovu otevřel starobylý klášter sv. Basilea Velikého. Zásady pro realizaci projektu byly vymyšleny již dříve – založit náboženskou komunitu pro apoštolát mezi řeckokatolickými věřícími.
Sestry Raparelliovy přišly do Mezzojusa z Říma dne 8. července 1921 a roku 1972 kongregace získala od papeže Pavla VI. papežský dekret.

## Aktivita a šíření
Sestry jsou povolány k apoštolátu mezi členy řeckokatolické církve, další sestry pracují ve školách, dětských domovech, farnostech, nemocnicích a pečovatelských domech.
Kromě Itálie (Kalábrie, Lazio, Sicílie) dále působí v Albánii, Kosově, na Ukrajině v Ivano-Frankivsku, mimo Evropu v Indii. Jejich generálát sídlí v Grottaferratě v italském Laziu.
Na konci roku 2008 bylo 88 sester v 17 řeholních domech.